# ويل بارتون
ويل بارتون (بالإنجليزية: Will Barton)‏ مواليد 6 يناير 1991، هو لاعب كرة سلة أمريكي يلعب مع فريق دنفر ناغتس في الرابطة الوطنية لكرة السلة ويحمل الرقم 5. يبلغ طوله 6 قدم 6 بوصة (2.0 م).

## فرق لعب لها
- بورتلاند ترايل بلايزرز
- دنفر ناغتس

## روابط خارجية
- ويل بارتون على موقع إن بي أي (الإنجليزية)
- ويل بارتون على موقع سبورتس رفرنس (الإنجليزية)
- ويل بارتون على موقع كرة السلة الأوروبية.كوم (الإنجليزية)
- ويل بارتون على موقع إي إس بي إن.كوم (الإنجليزية)
- ويل بارتون على موقع كلية كرة السلة في سبورتس رفرنس.كوم (الإنجليزية)
- ويل بارتون على موقع ريلجم (الإنجليزية)
- ويل بارتون على موقع بروبوليرز (الإنجليزية)
- ويل بارتون على موقع سبورتس رفرنس (الإنجليزية)
- ويل بارتون على موقع سبورتس رفرنس (الإنجليزية)